# 荒子観音
荒子観音（あらこかんのん）は、愛知県名古屋市中川区荒子町にある天台宗の寺院。

## 概要
荒子観音寺とも称するが、正式には浄海山圓龍（円竜）院観音寺。荒子の観音さんとしても親しまれている。尾張四観音のひとつに数えられる。本尊は聖観音（しょうかんのん、33年に1度開扉の秘仏）。

## 沿革
寺伝によれば、天平元年（729年）、泰澄の草創と言い、天平13年（741年）、泰澄の弟子の僧・自性が堂宇を整えたと言う。泰澄は加賀（石川県）の白山の開祖とされる伝説的人物であり、以上の草創伝承がどこまで史実を伝えるものかは不明である。
創建当時は現在地の西にあり、興廃を繰り返し、中世に現在の場所に落ち着いたと考えられている。旧地については諸説あるが、江戸後期に書かれた『尾張国地名考』では、高畑村と八田村の境界付近であったとしている。中川区柳田町から、廃寺跡と見られる礎石が見つかっており、これが当寺の遺構ではないかと指摘されている。
- 永享元年（1429年）：「尾州一楊御厨観音寺金口　一東郷」と銘のある鰐口がある。
- 天文5年（1536年）：多宝塔が再建される（名古屋市内に現存する最古の建物・国の重要文化財）
- 天正4年（1576年）：前田利家により本堂が再建される。この時自身の甲冑も寄贈している。
  - 利家は荒子の土豪の家に生まれ、北陸に所領を与えられるまで寺の近くに荒子城を構えていたとされる。ちなみに当寺は彼の菩提寺でもある。
- 延宝・貞享年間：円空が当寺を数回訪れ、山門の仁王像や1,200体を超える木彫仏像（円空仏）を残した。
- 大正5年（1926年）：現在の山門を完成した[1]。

## 荒子観音寺の円空仏
円空仏の研究は荒子観音寺に始まり、荒子観音寺に終わると言われるほど、荒子観音寺には多種多様な円空仏が存在する。荒子観音寺には2014年（平成26年）時点で1255体の円空仏が現存し、移出像11体を含めて1266体が確認されている。2014年（平成26年）時点で日本全国で現存が確認されている円空仏5374体のうち、実に4分の1以上が当寺にあることになる。荒子観音寺十八世・金精法印の『淨海雑記』に拠れば、円空は延宝4年（1676年）に荒子観音寺に滞在しており、様式面からも荒子観音寺の円空仏は延宝4年前後に造像されたと考えられている。
荒子観音寺の本堂には釈迦如来・大黒天の二像が安置され、山門には仁王像二体が安置されており、仁王像は最大の円空仏としても知られる。1979年（昭和54年）に長谷川公茂は荒子観音寺の仁王像を円空が水に浮かべて像を彫ったする推論を発表している。これは技術的な面から棚田家司・山田匠琳、小島梯次らによって否定されている。円空よりも後に同様の造像活動を行った僧に木喰がおり、柳宗悦は宮崎県西都市の木喰五智館に伝来する木喰仏を水上に浮かべて彫ったとし、立松和平は木喰が円空が荒子観音寺において水上で像を彫ったことにならい同様の造像を行ったとしている。一方で、小島梯次は荒子観音寺に円空が水上で像を彫ったとする記録・伝承が見られないことから、これを否定している。
そのほかの円空仏は客殿に集められており、中でも三体の護法神は円空の代表作として知られ、円空の和歌も添えられている。
ほか、不揃いな板切れに目や鼻、口を表現した「木端仏（こっぱぶつ）」と呼ばれる群像31体がある。1972年（昭和47年）、境内六角堂の木箱の中から1024体の円空仏が発見された。これは千面菩薩の諸像で、2006年（平成18年）の調査では千面菩薩は1005体で、黒ずんだ像の混入や、4体の移座が確認された。『淨海雑記』に拠れば円空は檜（ひのき）の大木からまず仁王像を彫り、余材を用いて諸像を造像し、さらに平材や板切れで木端仏や千面菩薩を作ったという。逗子中には像とともに削り屑が入れられていた。
荒子観音寺の円空仏は毎月第2土曜日の午後1時から4時まで公開されている。円空仏の公開日には境内で円空仏を彫る体験教室が開かれている。

## 文化財
重要文化財（国指定）
- 荒子観音多宝塔 - 1536年造営[12]。

愛知県指定文化財
- 刺繍如意輪観音像　名古屋市博物館寄託

### 名古屋市都市景観重要建造物
- 山門

## ギャラリー

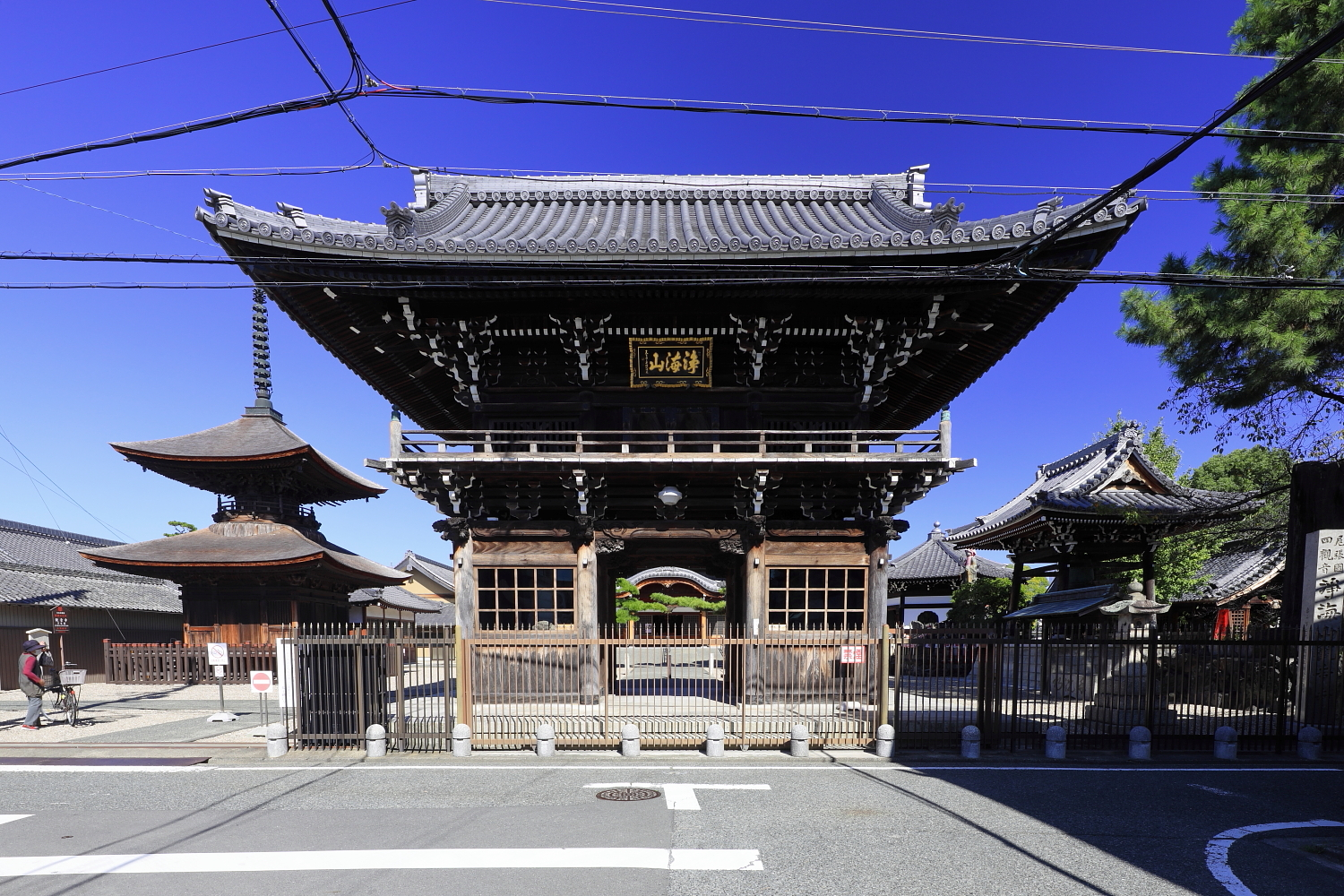
山門 （2022年（令和4年）10月）
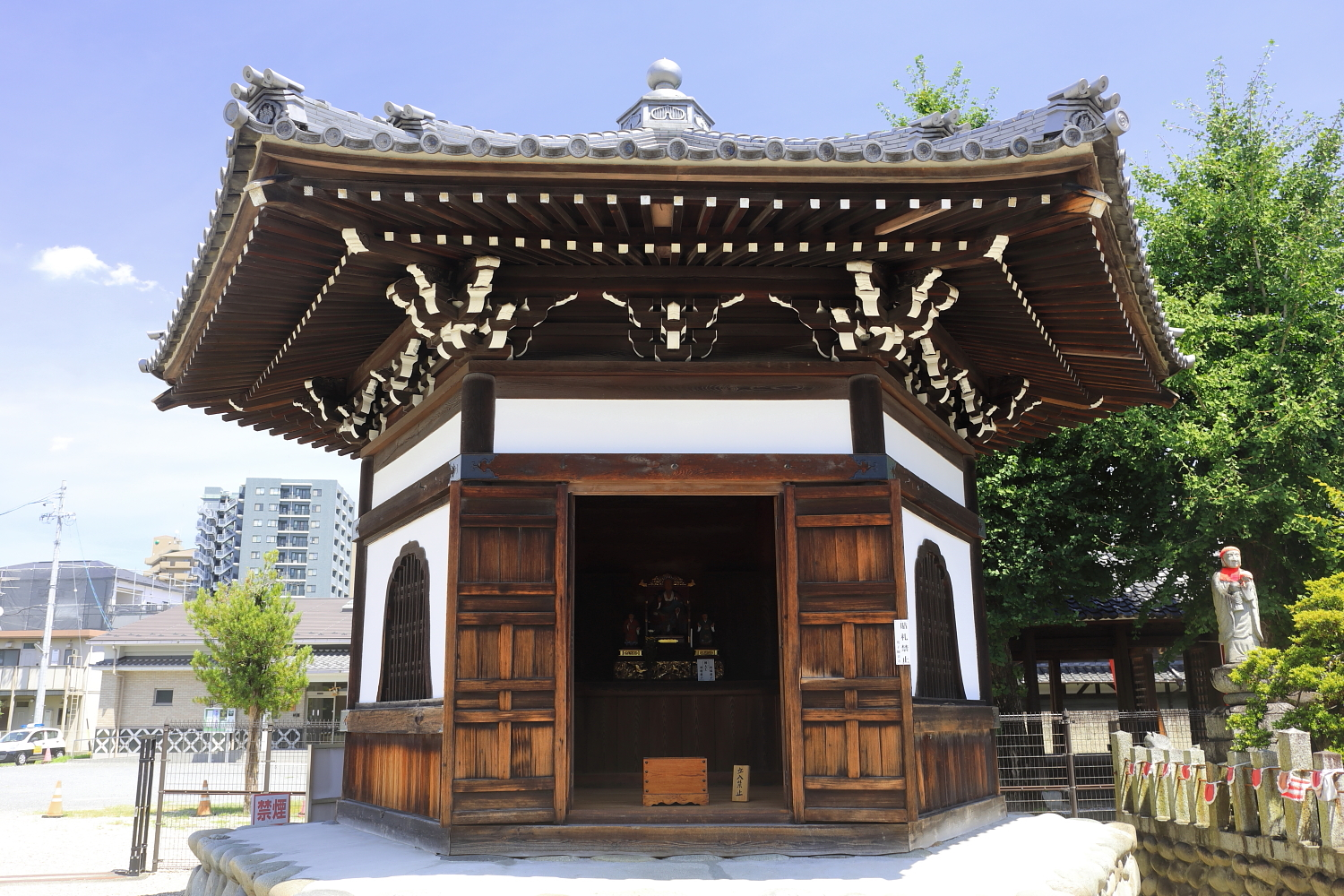
六角堂 （2022年（令和4年）8月）
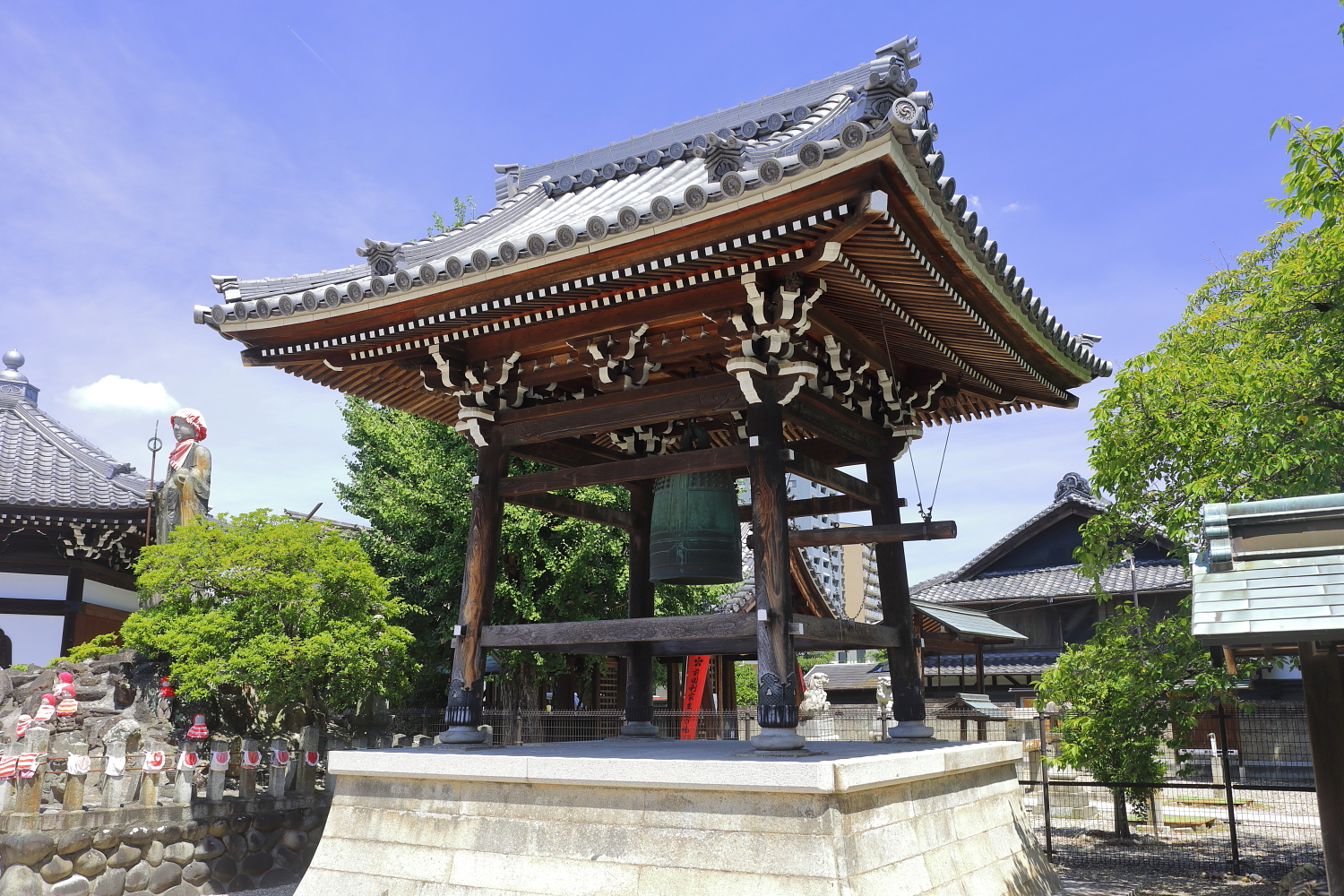
鐘楼 （2022年（令和4年）8月）
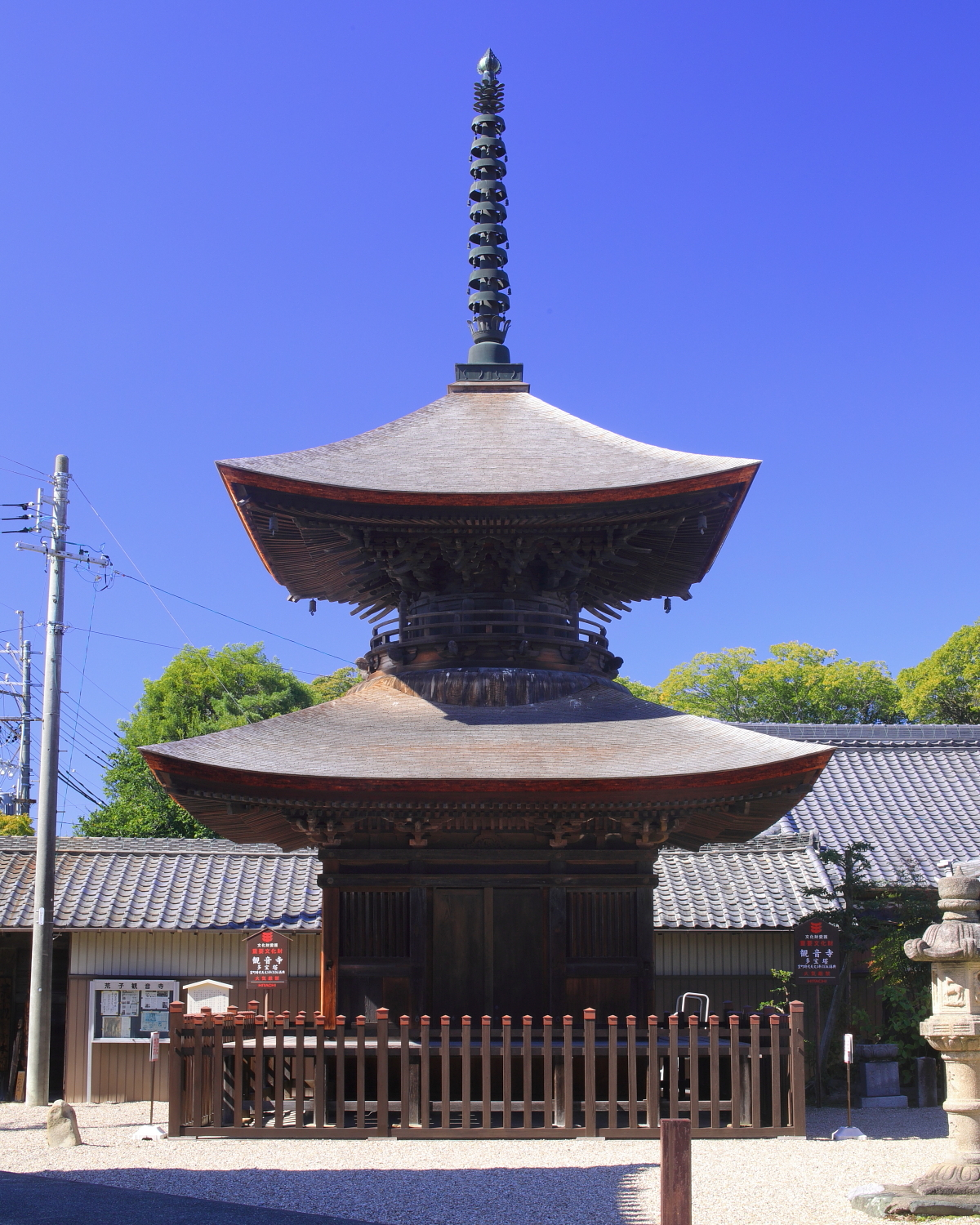
多宝塔 （2022年（令和4年）10月）

## 交通手段
- 名古屋市営地下鉄東山線 高畑駅から徒歩で約9分。
- 名古屋市営バス「荒子町」停留所または「荒子観音」停留所から徒歩。
- 名古屋臨海高速鉄道あおなみ線 荒子駅から徒歩で約10分。

## その他
多宝塔は前述のとおり国の重要文化財に指定されているほか、山門と併せて名古屋市の都市景観重要建築物等に指定されている。